# Xã Butler, Quận Luzerne, Pennsylvania
Xã Butler (tiếng Anh: Butler Township) là một xã thuộc quận Luzerne, tiểu bang Pennsylvania, Hoa Kỳ. Năm 2010, dân số của xã này là 9.221 người.